# ماندی‌لی
ماندی‌لی (ترکی آذربایجانی: Mandılı) یک منطقهٔ مسکونی در جمهوری آرتساخ است که در استان هادروت واقع شده‌است.